# Черняк Олег Ігоревич
Олег Ігоревич Черняк (10 серпня 1981 — 2 травня 2009) — український шашкіст. Володар Кубка України з міжнародних шашок. Чемпіон України 2004 року у складі клубу «Кадима». Майстер спорту України з 1996 року, майстер FMJD з шашок-64 з 1996 року, майстер FMJD з шашок-100 з 1999 року.

## Життєпис
У 1996 році виграв першість світу серед юнаків з шашок-64 і з шашок-100. У 1997 та 1998 роках — чемпіон світу з шашок-100 серед юніорів до 19 років.
Трагічно загинув у автокатастрофі.
Тренером Олега Черняка був Дмитро Сергійович Мариненко.